# Onosma subsericeum
Onosma subsericeum är en strävbladig växtart som beskrevs av Josef Franz Freyn. Onosma subsericeum ingår i släktet Onosma och familjen strävbladiga växter. Inga underarter finns listade i Catalogue of Life.